# Kateřina Emmons
Kateřina Emmons, nata Kůrková (Plzeň, 17 novembre 1983), è una tiratrice a segno ceca.

## Carriera
Ha vinto tre medaglie olimpiche nel tiro a segno, di cui una d'oro, una d'argento e una di bronzo. In particolare ha vinto la medaglia d'oro alle Olimpiadi di Pechino 2008 nella specialità carabina 10 metri aria compressa femminile, la medaglia d'argento nella stessa edizione dei giochi olimpici nella specialità carabina 50 metri 3 posizioni femminile e precedentemente la medaglia di bronzo alle Olimpiadi di Atene 2004 nella specialità 10 metri aria compressa femminile.
Ha partecipato anche alle Olimpiadi 2012.
Nelle sue partecipazioni ai campionati mondiali ha conquistato una medaglia d'oro (2002) e una medaglia d'argento (2006), in entrambi i casi nella categoria 10 metri aria compressa.
Inoltre ha ottenuto due medaglie d'oro (2004 e 2007), una medaglia d'argento (2008) e una medaglia di bronzo (2006) ai campionati europei.